# Amis (cerámica griega)

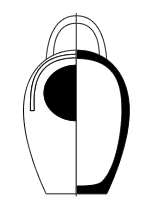
Una forma de amis por fuera y por dentro.

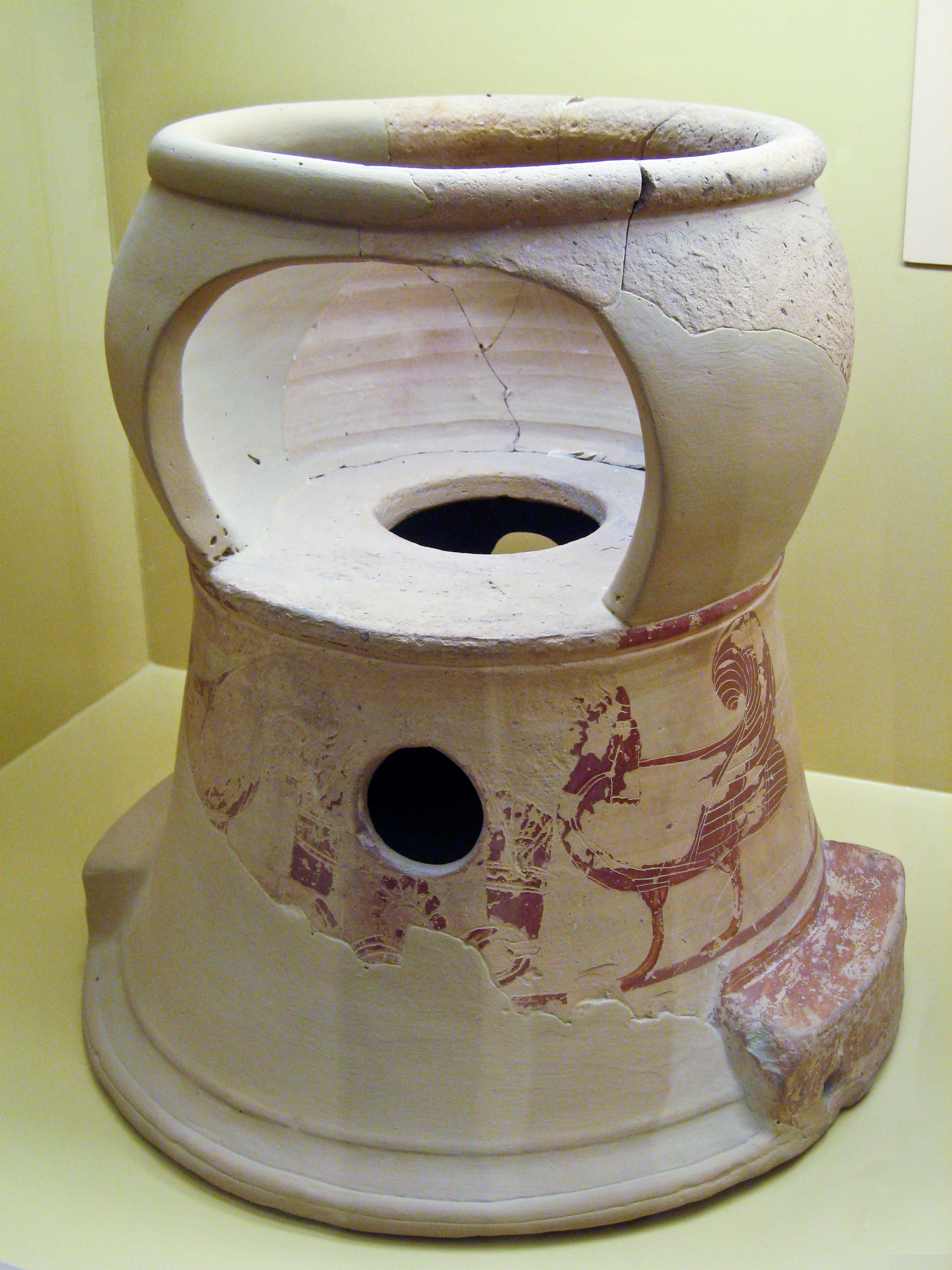
Asiento y orinal infantil combinados, Museo del Ágora de Atenas.

Amis (en griego antiguo: ἀμίς) es un antiguo recipiente para la noche de cerámica. Se le conoce como forma de vaso, especialmente de la cerámica griega.
Posiblemente había varios tipos de amis. Uno parecía un huevo ligeramente grande, con un gran agujero en la parte superior donde los hombres podían orinar, y un mango parecido al de un cubo. Se podría colgar de un clavo en la pared.
Según Ateneo, la amix se utilizaba no solo en los dormitorios, sino también en las fiestas de bebida de los hombres, originalmente en Sibaris. Se dice que Alcibíades introdujo este uso en la antigua Atenas.
Otros nombres griegos antiguos para orinales y bacinillas incluyen ūranē (οὐράνη) y enūrēthra (ἐνουρήθρα), que ambos se remontan a la palabra "ūron" (οὖρον), ‘orina’. El orinal, que recordaba a una pequeña embarcación, se conocía con el nombre de skafion (σκάφιον, en latín: scaphium), basado en esta característica.